# Feres (mitología)
En la mitología griega Feres o Ferete (en griego Φέρης, «portador») fue el fundador epónimo de Feras o Fere, situada en Tesalia y ubicada cerca de otra ciudad mítica, Yolco.
Se dice que Feres era hijo de Creteo y Tiro, y que tuvo dos hijos, Admeto y Licurgo. Tan solo un autor nos dice que su esposa fue Periclímene, hija de Minias, pero esta es descrita solo como la madre Admeto. Sea como fuere Admeto le sucedió como rey de Feras, en tanto que Licurgo gobernó en Nemea. Feres tenía como hermanos a Esón y Amitaón; este último tomó por esposa a Idómene, la hija de Feres. Píndaro nos dice que al regresar Jasón a la corte de Yolco fue recibido con lágrimas en los ojos por Amitaón y Feres. El mismo autor nos dice que Feres dejó la fuente Hipereida (o Pereida) —ubicada en Feras— para emprender el viaje al palacio de sus padres y así ver en persona a su sobrino, que creía muerto a manos de Pelias.
Otras versiones minoritarias cambian la identidad de la hija de Feres. Unos dicen que esta era Periopis o Periópide, madre de Patroclo en su unión con Menecio. Otros alegan que esta se trata de Antígona, madre del argonauta Asterio de la ciudad de Palene, en su unión con Piremo. Otros más dicen que su hija Antianira tuvo de Apolo al adivino Idmón.  Otra versión dice que Feres y Clímene engendraron a Eriópide, madre de Áyax por Oileo,  y que también es llamada Alcímaca.
Feres también aparece en dos tragedias, aunque en un papel menor. Eurípides lo hace partícipe en el mito trágico de Admeto y Alcestis: la muchacha renuncia a la vida a cambio de la de Admeto, en tanto que Feres, aun siendo anciano, prefiere disfrutar de la que le queda antes que cedérsela a su propio hijo. Esquilo también lo relaciona en la tragedia de Admeto y Alcestis, en boca del coro de las erinias. Estas le recriminan a Apolo el hecho de embriagar a las Moiras para poder ayudar a su benefactor, Admeto. Precisamente sitúan este episodio en la casa del propio Feres.